# Testimone a rischio
Pour plus de détails, voir Fiche technique et Distribution.
Testimone a rischio est un film italien réalisé par Pasquale Pozzessere, sorti en 1997, avec Fabrizio Bentivoglio, Claudio Amendola et Margherita Buy dans les rôles principaux.
Il s'agit de l'histoire réelle de Pietro Nava (it), unique témoin oculaire involontaire de l'assassinat par la mafia du magistrat italien Rosario Livatino en 1990. Le film s'attarde à montrer comment la vie d'un honnête citoyen dérive complètement à la suite d'un simple témoignage, faisant du quotidien de Nava une longue peine faite d'isolement et de privation, causé en grande partie par la faible protection offerte par l'État à l'époque face à la menace de la mafia.

## Synopsis
Ce film raconte l'histoire réelle de Pietro Nava (it) (Fabrizio Bentivoglio), l'unique témoin oculaire involontaire de l'assassinat par la mafia du magistrat italien Rosario Livatino en 1990. Citoyen ordinaire, Nava décide de ne pas respecter l'omertà, devenant alors une cible prioritaire à abattre car il est susceptible de reconnaître les tueurs et de témoigner contre eux. À l'époque, aucun programme de protection des témoins à risque n'existe en Italie. Nava subit alors les tâtonnements de la justice italienne et bénéficie d'une protection policière permanente qui le force à sacrifier sa vie privée (il quitte sa femme Franca (Margherita Buy) et sa famille, il perd son logement et son métier, doit changer d'identité et se déplacer régulièrement sans pouvoir travailler ni sortir seul et librement) pour continuer à vivre.

## Fiche technique
- Titre : Testimone a rischio
- Titre original : Testimone a rischio
- Réalisation : Pasquale Pozzessere
- Scénario : Pietro Calderoni, Pasquale Pozzessere, Furio Scarpelli et Giacomo Scarpelli (it) d'après le roman L'avventura di un uomo tranquillo de Pietro Calderoni
- Photographie : Luca Bigazzi
- Montage : Carlo Valerio
- Musique : Franco Piersanti
- Décors : Francesco Frigeri (it)
- Costumes : Lia Francesca Morandini
- Producteur : Pietro Valsecchi et Luca Formenton
- Société de production : Istituto Luce et Taodue (it)
- Pays de production :  Italie
- Langage : Italien
- Format : Couleur
- Genre : Drame et thriller
- Durée : 90 minutes
- Date de sortie : 
  - Italie : 7 février 1997

## Distribution
- Fabrizio Bentivoglio : Pietro Nava (it)
- Claudio Amendola : Sandro Nardella
- Margherita Buy : Franca Nava
- Pierfrancesco Pergoli : Luca Nava
- Antonio Petrocelli (it) : Sferlazza
- Arnaldo Ninchi : Cataldi
- Achille D'Aniello (it) : De Vicenzi
- Maurizio Donadoni (it) : Turrini
- Helmut Hagen (it)
- Carlo Cartier (it)
- Sara Franchetti
- Helmut Hagen (it)
- Mauro Marino (it)
- Irina Pantaeva
- Biagio Pelligra
- Paolo Maria Scalondro (it)

## Autour du film
- Ce film raconte l'histoire réelle de Pietro Nava (it), l'unique témoin oculaire de l'assassinat par la mafia du magistrat italien Rosario Livatino en 1990. Refusant de respecter l'omertà, il devient par son témoignage une cible prioritaire pour la mafia car il est susceptible de reconnaître les tueurs et de témoigner contre eux. Le film s'attarde notamment sur le peu de protection accordée à l'époque par la police italienne à Nava et sur le manque de moyens dont elle disposait pour le protéger efficacement. Nava dût notamment quitter sa famille et son métier et changer plusieurs fois d'identités pour ne pas être poursuivi par la mafia. Cette histoire est notamment racontée dans le roman L'avventura di un uomo tranquillo de Pietro Calderoni qui évoque cette affaire et qui a servi de base à l'écriture du scénario de ce film.

## Prix et distinctions
- David di Donatello du meilleur acteur en 1997 pour Fabrizio Bentivoglio.
- Nomination au David di Donatello du meilleur producteur en 1997 pour Pietro Valsecchi.
- Nomination au David di Donatello de la meilleure actrice en 1997 pour Margherita Buy.
- Nomination au David di Donatello du meilleur acteur dans un second rôle en 1997 pour Claudio Amendola.
- Nomination au Globe d'or du meilleur acteur en 1997 pour Fabrizio Bentivoglio.
- Ciak d'oro du meilleur acteur en 1997 pour Fabrizio Bentivoglio.
- Ciak d'oro du meilleur scénario en 1997 pour Pietro Calderoni, Pasquale Pozzessere, Furio Scarpelli et Giacomo Scarpelli (it).
- Nomination au Ciak d'oro du meilleur acteur dans un second rôle en 1997 pour Claudio Amendola.
- Sacher d'or du meilleur acteur en 1997 pour Fabrizio Bentivoglio.